# Sunnyslope (Washington)
Sunnyslope az Amerikai Egyesült Államok északnyugati részén, Washington állam Chelan megyéjében elhelyezkedő statisztikai település. A 2010. évi népszámlálási adatok alapján 3252 lakosa van.
A településnek egy általános iskolája (Sunnyslope Elementary School) van.

## Népesség
A 2010-es népszámláláskor  3252 lakója, 1175 háztartása és 968 családja volt. A népsűrűség 131,1 fő/km2. A lakóegységek száma 1228, sűrűségük 49,5 db/km2. A lakosok 90,8%-a fehér, 0,2%-a afroamerikai, 0,6%-a indián, 1,4%-a ázsiai, 0,3%-a a Csendes-óceáni szigetekről származik, 4,2%-a egyéb, 2,5%-a pedig kettő vagy több etnikumú. A spanyol vagy latino származásúak aránya 8,6% (7,1% mexikói,  0,1% kubai, 1,4% egyéb spanyol vagy latino származású.)
A háztartások 31,2%-ában élt 18 évnél fiatalabb. 73,5% házas, 5% egyedülálló nő, 3,8% egyedülálló férfi, 17,6% pedig nem család. 13% egyedül élt; 3,8%-uk 65 éves vagy idősebb. Egy háztartásban átlagosan 2,76 személy élt; a családok átlagmérete 3 fő.
A medián életkor 45,4 év volt. Lakóinak 24,9%-a 18 évesnél fiatalabb, 3,7% 18 és 24 év közötti, 18,4%-uk 25 és 44 év közötti, 35,7%-uk 45 és 64 év közötti, 15%-uk pedig 65 éves vagy idősebb. A lakosok 50,1%-a férfi, 49,9%-a pedig nő.

## Fordítás
Ez a szócikk részben vagy egészben  a   Sunnyslope, Washington című angol Wikipédia-szócikk ezen változatának fordításán alapul.  Az eredeti cikk szerkesztőit annak laptörténete sorolja fel. Ez a jelzés csupán a megfogalmazás eredetét és a szerzői jogokat jelzi, nem szolgál a cikkben szereplő információk forrásmegjelöléseként.